# Gonatista
Genre
Gonatista est un genre d'insectes de l'ordre des Mantodea.

## Répartition
Les espèces du genre Gonatista sont largement distribuées en Amérique du Nord et dans la région caraïbe.

## Description
La couleur habituelle des espèces de ce genre est ocre pâle et leur taille d'une longueur d'environ 40 mm.
Le pronotum est marginalement lisse, antérieurement gibbeux et postérieurement sub-denticulé.  
Les antennes sont foncées avec la base lancéolée. 
Les coxae et les fémurs sont antérieurement légèrement denticulés et les fémurs sont pourvus extérieurement d'une série de tubercules.
Les élytres sont densément réticulés avec l'abdomen de la femelle plus court, sub-opaque et de la couleur du corps. L'abdomen présente deux fascias obliques, diverses taches foncées et est réticulé sur la base des côtés.
L'abdomen du mâle est très long, pellucide, sombre dispersé avec des nervures annelées. 
Les ailes femelles sont cyan foncé avec le champ huméral triangulaire, une marge apicale vert opaque et le champ anal transversalement bilinéaire. 
Les marges abdominales sont lobées.

## Systématique
Ce genre a été nommé et décrit en 1869 par l'entomologiste suisse Henri de Saussure avec initialement pour espèce type Gonatista cubensis Saussure, 1869 qui a été placée en synonymie avec Gonatista reticulata (Thunberg, 1815).

### Publication  originale
- (fr + la) Henri De Saussure, « Essai d'un Système des Mantides », Bulletin de la Société Entomologique Suisse, Société Entomologique Suisse (d), vol. 3,‎ mai 1869, p. 49-73 (ISSN 0036-7575 et 2297-539X, OCLC 1586648, DOI 10.5169/SEALS-400254, lire en ligne).

### Liste des espèces
Ce genre compte cinq espèces :
- Gonatista grisea (Fabricius, 1793)
- Gonatista jaiba Lombardo & Perez-Gelabert, 2004[1]
- Gonatista major Caudell, 1912[3]
- Gonatista phryganoides (Serville, 1839)
- Gonatista reticulata (Thunberg, 1815)